# Lyderslev
Lyderslev er en landsby på Sydsjælland med 300 indbyggere  (2024). Lyderslev er beliggende i Lyderslev Sogn på Stevns, otte kilometer vest for Store Heddinge, otte kilometer sydøst for Karise og 28 kilometer syd for Køge. Landsbyen tilhører Stevns Kommune og er beliggende i Region Sjælland.
Lyderslev Kirke  ligger i landsbyen.
Lyderslev er sammenvokset med landsbyen Gevnø.